# Puerto Caleta La Misión
El Puerto Caleta La Misión es una obra paralizada con muelle offshore para tráfico marítimo de ultramar, localizada a orillas del Mar Argentino, en la Ruta Nacional 3, 12 km al norte de la ciudad de Río Grande, Provincia de Tierra del Fuego, Antártida e Islas del Atlántico Sur, en el sur de la Patagonia Argentina.

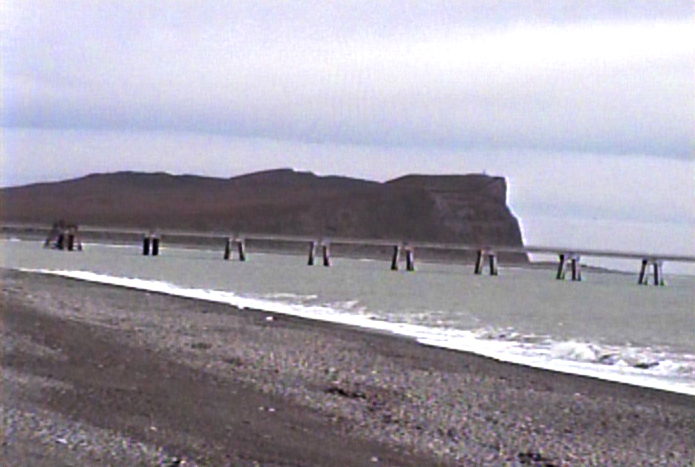
Muelle del Puerto Caleta La Misión. Detrás: el cabo Domingo.

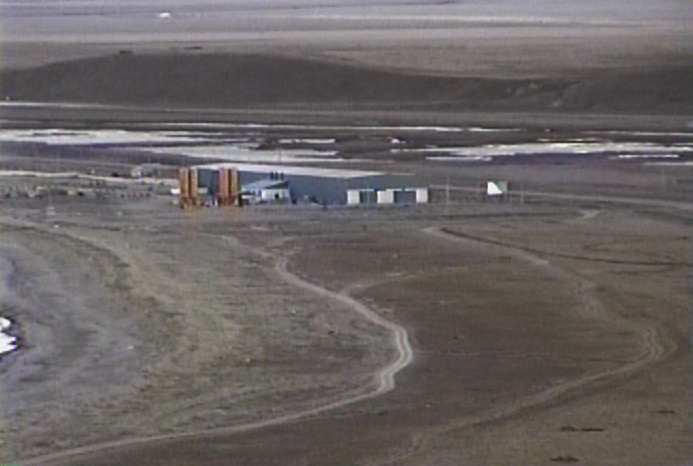
Puerto Caleta La Misión.

## Historia
La obra fue inicialmente licitada en julio de 1995 por el Poder Ejecutivo Provincial, a cargo de José Arturo Estabillo. Mediante el Decreto 1601, el 29 de julio de 1996 fue adjudicada a la Unión Transitoria de Empresas (UTE), conformada por las firmas Ormas S.A.I.C.I.C. y Andrade Gutiérrez S.A., y con un monto de U$S 43.156.929,38. La construcción se inició el 22 de diciembre de 1997 y poseía un plazo de 28 meses.
A fines de 1998, la obra se paraliza por falta de pago. Por tal motivo, la UTE Ormas S.A.I.C.I.C. y Andrade Gutiérrez S.A. inician una demanda contra el estado provincial por los gastos de tiempos improductivos, valuados en $ 100.000.000.
El 13 de abril de 1999, mediante el Decreto Nacional 345 firmado por Carlos Menem, el puerto es mencionado dentro del proyecto del Ferrocarril Transpatagónico, iniciativa privada presentada por la empresa canadiense Canarail Consultants Inc. El proyecto completo incluía la creación de una línea férrea que comenzaba en Choele Choel y se dirigía hacia Punta Loyola, desde donde luego se abordaba a buques con sistemas Ro Rail y Ro-Ro para arribar finalmente a Caleta La Misión.
El 5 de octubre de 2010, la gobernadora Fabiana Ríos firma junto con la empresa Piedrabuena S.A., el consorcio francés IFEFI y la UTE Ormas - Andrade Gutiérrez una carta de intención mediante la cual se iniciaba el procedimiento legal para la reanudación de la obra.
El 7 de octubre de 2011, Fabiana Ríos firma el Decreto 2381, designando como adjudicatarios de la obra a Piedrabuena, a IFEFI y a la UTE Ormas - Andrade Gutiérrez. Entre las condiciones del mismo, figura que el Estado Provincial concesionará la explotación del puerto por 40 años, y gozará de la opción de compra del mismo cada 5 años. Asimismo, se establece dejar sin efecto la demanda por gastos improductivos.
El financiamiento de la obra se realizaría con los fondos del denominado Fideicomiso Austral, un patrimonio compuesto por porcentajes de las regalías petroleras recaudadas por los estados nacional y provincial.
El monto de la finalización de la obra, que ascendía a U$S 183.000.000, fue objetado por el Tribunal de Cuentas de la Provincia de Tierra del Fuego, debido a que no se había indicado la información que se utilizó como base para tal valorización.
El 20 de septiembre de 2012, el poder legislativo provincial rechazó el decreto.
El argumento esgrimido por el legislador radical Pablo Blanco fue que, en el período transcurrido hasta esa fecha, no se habían cumplido con las condiciones estipuladas en el decreto.
De esta manera, la UTE Ormas - Andrade Gutiérrez reanuda la demanda por gastos improductivos contra el estado provincial.

## Proyecto
Cuando se inició la construcción, el proyecto contaba con las siguientes características:
- Un viaducto de doble mano, que vincula la costa con el muelle.

- Un muelle, entre la punta de la restinga sur y la caleta, al norte del viaducto.

- Una escollera de 460 metros de longitud y 231.000 m³, que abrigaría al muelle.

- Una playa de acopio en la zona de muelle —entre el viaducto y el muelle— para almacenaje y/o procesamiento de mercaderías.

- Dragado, instalaciones eléctricas, iluminación y protección contra incendios.

- El viaducto principal que comunicará la costa con la zona de muelle tendría 1620 m de longitud; sería construido sobre pilotes.

- Las primeras 11 pilas correspondientes a la parte de suelo granular, irán sobre pilotes de hormigón armado con camisa metálica perdida de diámetro 1,30 m, que se hincarán hasta la cota de fundación prevista, las 66 pilas restantes irán sobre pilotes anulares premoldeados de hormigón pretensado de diámetro 0,80 m y 0,15 m de espesor, que se montarán en la zona de la restinga.

- Los cabezales, además de transmitir a la fundación las cargas de la superestructura más la sobrecarga móvil, llevan ménsula a cada lado, previstas para el montaje de cañerías o cintas transportadoras.

- Cada vano entre pilas lleva 6 vigas T pretensadas de 22,50 m, de 1,30 m de altura, que se montarán sobre apoyos de neopreno con una viga de lanzamiento, incluye dos puentes grúa que posicionan las vigas.

Cuando se firmó la carta de intención en 2010, el proyecto incluyó además que el muelle tuviera 600 metros de longitud y 18 metros de calado, equivalentes a 59 pies. De esta manera, Caleta La Misión se convertiría en el puerto de mayor calado de Argentina.